# Oberwiesenthal
Oberwiesenthal är en stad och vintersportort i Landkreis Erzgebirgskreis i Sachsen, Tyskland i Erzgebirge, vid gränsen till Tjeckien, och i dalen mellan Fichtelberg och Klínovec, som är de högsta bergen i Erzgebirge. Staden har cirka 2 100 invånare.
Oberwiesenthal är Tysklands högst belägna stad, 914 meter över havet. I staden finns bland annat backhoppningsanläggningen Fichtelbergschanzen.
Den smalspåriga järnvägen Fichtelbergbahn förbinder staden med Cranzahl på linjen mellan Annaberg-Buchholz och gränsen mot Tjeckien. Från staden till Fichtelberg finns en linbana som stiger med 303 m  över en längd av 1175 m.

### Fotnoter
1. ↑  Alle politisch selbständigen Gemeinden mit ausgewählten Merkmalen am 31.12.2018 (4. Quartal) (på tyska), Statistisches Bundesamt, läs online, läst: 10 mars 2019.[källa från Wikidata]
2. ↑  Alle politisch selbständigen Gemeinden mit ausgewählten Merkmalen am 31.12.2023, Statistisches Bundesamt, 28 oktober 2024, läs online, läst: 16 november 2024.[källa från Wikidata]
3. ↑  ”Alle politisch selbständigen Gemeinden mit ausgewählten Merkmalen am 31.03.2020” (Excel). Statistisches Bundesamt. 2020. https://www.destatis.de/DE/Themen/Laender-Regionen/Regionales/Gemeindeverzeichnis/Administrativ/Archiv/GVAuszugQ/AuszugGV1QAktuell.xlsx?__blob=publicationFile. Läst 26 mars 2020.
4. ↑  Officiell webbplats (tyska)